# Utopia (roman)
Pour les articles homonymes, voir Utopia (homonymie).
Utopia (titre original : Isaac Asimov's Utopia) est un roman de science-fiction écrit par Roger MacBride Allen et publié en 1996, qui se déroule dans l'univers d'Isaac Asimov.

## La trilogie de Caliban
- Le Robot Caliban
- Inferno
- Utopia